# بازی صفرکاربره
بازی صفرکاربره یا بازی بدون بازیکن دسته‌ای از بازی‌های رایانه‌ای هستند که تنها با استفاده از هوش مصنوعی و بدون دخالت کاربر انسانی پیش می‌روند. در این دسته بازی‌ها کاربر تنها نظاره‌گر جریان بازی است. در بعضی موارد فرد امکان تصمیم‌گیری در مورد بعضی مسائل کلی در روند بازی را دارد. از بهترین نمونه این بازی‌ها می‌توان به بازی زندگی کانوی اشاره نمود.